# Dark Asylum - Il trucidatore
Dark Asylum - Il trucidatore (Dark Asylum) è un film del 2001 diretto da Gregory Gieras.
Thriller con azione che si svolge nell'arco di poche ore e quasi per intero all'interno di un manicomio dove un assassino seriale, sfuggito all'isolamento, ingaggia una sfida con una malcapitata dottoressa.

## Trama
Un serial killer semina il panico in città. Ha ucciso già decine di persone lasciando come uniche tracce il sangue delle vittime delle quali fa inspiegabilmente sparire i corpi. Una notte, due poliziotti, sentendo un urlo provenire dalle fogne, riescono finalmente a stanare e, giunti i rinforzi, a catturare il temutissimo "trucidatore". L'energumeno, medicata una ferita, viene portato nel locale manicomio perché se ne accerti il suo stato di malato psichiatrico, prima della mezzanotte, quando arriveranno i poliziotti federali a prelevare il criminale.
Sono circa le undici di sera quando la psichiatra, dottoressa Belham, raggiunge il manicomio e, con l'aiuto del dr. Fallon, direttore della struttura ormai prossima alla dismissione, si appresta ad esaminare il pericolosissimo ospite. Questi, molto scaltro, si finge rintontito per poi attaccare ed uccidere il direttore che aveva voluto interrogarlo nella sala di isolamento. Liberatosi, il trucidatore nel tentativo di fuggire getta nel terrore tutto l'edificio. Con affanno ne viene isolata una parte dello stesso ma in pratica vi rimane intrappolato tutto il personale e tutti i poliziotti. In breve il trucidatore stermina tutti, ad eccezione della psichiatra e di Quitz, un degente che si faceva passare per custode. Comincia una caccia al termine della quale il trucidatore, ucciso anche Quitz, scappa dalle fogne eludendo l'FBI e sequestra la figlia della donna che però non demorde e lo uccide con le sue stesse armi riuscendo così a porre fine ad un incubo e a mettere in salvo la sua bambina.

## Produzione
Il film è statunitense ma è stato girato in Romania e gran parte del cast tecnico è rumena.

## Distribuzione
In Italia il film non è stato distribuito nelle sale venendo destinato direttamente al mercato home video nel 2003.